# خيمانيت ياميكورن
خيمانيت ياميكورن هي ممثلة ومغنية وعارضة أزياء ومذيعة تايلندية ولدت في يوم 27 مايو 1988 في مدينة بانكوك، مثلت في عدة أفلام تايلندية وفازت بعدة جوائز، وقد فازت بمسابقة السوبر موديل في سنة 2014 ألتي أقيمت في الصين.

## روابط خارجية
- خيمانيت ياميكورن على موقع IMDb (الإنجليزية)
- خيمانيت ياميكورن على موقع قاعدة بيانات الفيلم (الإنجليزية)